# Cycle (gestion)
Pour les articles homonymes, voir Cycle.
 (signalé en mai 2025).
Si vous disposez d'ouvrages ou d'articles de référence ou si vous connaissez des sites web de qualité traitant du thème abordé ici, merci de compléter l'article en donnant les références utiles à sa vérifiabilité et en les liant à la section « Notes et références ».
- Archive Wikiwix
- Bing
- Cairn
- DuckDuckGo
- E. Universalis
- Gallica
- Google
- G. Books
- G. News
- G. Scholar
- Persée
- Qwant
- (zh) Baidu
- (ru) Yandex
- (wd) trouver des œuvres sur Wikidata

Les cycles en gestion et en organisation diffèrent assez sensiblement des cycles en informatique, même si la gestion emploie massivement aujourd'hui l'informatique de gestion.
En effet, lorsqu'on se place au niveau d'un domaine de gestion, d'une entreprise, et a fortiori de l'entreprise et de ses principaux partenaires vitaux (clients et fournisseurs, banques), la durée du cycle de gestion atteint facilement plusieurs années.
Un même programme informatique s'exécute le plus souvent chaque jour (dans le cas de traitements quotidiens), et son cycle est donc au plus d'une journée. En revanche, lorsqu'on agrège des programmes dans des applications et des domaines, les interactions multiples font que le cycle de gestion est beaucoup plus long. On peut même mettre en doute la notion même de cycle de gestion, car les conditions de l'environnement externe à l'entreprise font le plus souvent que le cycle ne s'exécute pas exactement dans les mêmes conditions, car les parties prenantes de l'entreprise ont formulé des demandes qui ont entre-temps infléchi le cycle.
Ainsi, les analyses de cycle de vie des produits cherchent à donner une vision d'ensemble du cycle de gestion, en amont (fournisseurs) et en aval (clients), afin de le rendre le plus cohérent possible, et d'optimiser l'utilisation des ressources, ou diminuer les risques sanitaires pour des questions de traçabilité (c'est en général l'objectif).
Le traitement des risques globaux (voir passage informatique à l'an 2000, responsabilité sociétale des entreprises...) nécessite donc, aujourd'hui, d'intégrer l'ensemble du cycle, ainsi que les parties prenantes de l'entreprise. Cela est d'autant plus nécessaire que les applications web sont ouvertes sur de nombreux partenaires, souvent extérieurs à l'entreprise.